# Christopher Mansel, 3. Baron Mansel
Christopher Mansel, 3. Baron Mansel (* um 1699; † 26. November 1744), war ein walisisch-britischer Adliger und Politiker. 
Er entstammte der alten walisischen Familie Mansel, die seit dem 16. Jahrhundert zu den führenden Familien der Gentry in Südwales gehörten. Er war der zweite Sohn von Thomas Mansel, 1. Baron Mansel und dessen Gattin Martha Millington.
Als am 29. Januar 1744 sein Neffe Thomas Mansel, 2. Baron Mansel, der einzige Sohn seines älteren Bruders Hon. Robert Mansel, unverheiratet und kinderlos starb, erbte er dessen Adelstitel Baron Mansel, den damit verbundenen Sitz im House of Lords, sowie die umfangreichen Besitzungen der Familie um Margam Abbey in Südwales. Er selbst starb nur wenige Monate später am 26. November 1744, ebenfalls unverheiratet und kinderlos. Sein Erbe fiel an seinen jüngeren Bruder Hon. Bussy Mansel, als 4. Baron Mansel.